# Gaspari (cognome)
Gaspari è un cognome di lingua italiana.

## Varianti
De Gasperi, Gasbarri, Gasbarrini, Gaspard, Gaspardi, Gaspardini, Gaspardis, Gaspardone, Gaspare, Gasparella, Gasparelli, Gasparetti, Gasparetto, Gasparin, Gasparinetti, Gasparini, Gasparino, Gasparo, Gasparoli, Gasparon, Gasparoni, Gasparotti, Gasparotto, Gasparri, Gasparrini, Gasperetti, Gasperi, Gasperin, Gasperini, Gaspero, Gasperoni, Guasparri, Gusparo, Paretti, Pariati, Parietti, Parillo, Parini, Parola, Paroletti, Parolin, Parolini, Parona, Parone, Paroni, Parrelli, Parri, Parrillo, Parrini, Parronchi, Parrucci, Parussa, Parussolo, Paruzzi, Sparoni, Speri, Speronello, Speroni, Sperotti.

## Origine e diffusione
Il cognome è tipicamente settentrionale.
Potrebbe derivare dal prenome Gaspare.
Le varianti Gasperi e Speroni sono settentrionali; Gaspard, Gaspardi e De Gasperi sono veneti; Gusparo è friulano; Gasparri e Gaspero sono emiliani e centro-meridionali; Guasparri è toscano; Speri è centro-settentrionale; Parola è piemontese.

## Persone
- Giuseppe Gaspari – ex calciatore italiano
- Leopoldo Gaspari – bobbista italiano
- Maria Gaspari – giocatrice di curling italiana